# Бетт, Джим
Джеймс Бетт (англ. James "Jim" Bett; 25 ноября 1959, Гамильтон, Шотландия) — шотландский футболист, полузащитник, известный по выступлениям за «Рейнджерс», «Абердин» и сборную Шотландии. Участник чемпионатов мира 1986 и 1990 годов.
Во время выступления за исландский «Валюр» Бетт познакомился и женился на исландке. Двое сыновей Джима Балдур и Калум также профессиональные футболисты, которые выступали за сборную Исландии до 19 лет.

## Клубная карьера
Бетт начал свою профессиональную карьеру в клубе «Эйрдрионианс». Вскоре он покинул Шотландию и недолго выступал в Исландии за команду «Валюр». В 1978 году Джим перешёл в бельгийский «Локерен». В Бельгии он так и не стал футболистом основного состава, приняв участие всего в 33 матчах сезона. В 1980 году Бетт вернулся на родину, где заключил договор с «Рейнджерс». Сумма трансфера составила 150 тыс. фунтов. В составе синих он выиграл Кубок Шотландии и Кубок лиги.
В 1983 году Джим во второй раз принял приглашение «Локерена». На этот раз он был одни из ключевых футболистов команды и два сезона отыграл выходя на поле с первых минут. В 1985 году вернулся в Шотландию, где его новым клубом стал «Абердин». В составе новой команды Бетт дважды стал обладателем Кубка лиги и национального кубка и стал одной из легенд клуба сыграв за «Абердин» более 300 матчей во всех турнирах. В 1990 году Джим был признан футболистом года в Шотландии. В 1994 году он недолго выступал за «Рейкьявик» и помог столичному коллективу завоевать Кубок Исландии.
В конце года Джим вернулся на родину, где по сезону провёл в цветах «Харт оф Мидлотиан» и «Данди Юнайтед», после чего завершил карьеру футболиста.

## Международная карьера
23 марта 1982 года в матче против сборной Нидерландов Бетт дебютировал за сборную Шотландии. В 1986 году Джим был включён Алексом Фергюссоном в заявку сборной на Чемпионат мира в Мексике. На турнире он был запасным футболистом и не сыграл ни минуты.
В 1990 году Бетт попал во второй раз поехал на чемпионат мира в Италию. На турнире Джим сыграл в матче против сборных Коста-Рики.

## Достижения
Командные
 «Рейнджерс»
- Обладатель Кубка Шотландии — 1981
- Обладатель Кубка лиги — 1983

 «Абердин»
- Обладатель Кубка Шотландии — 1986
- Обладатель Кубка Шотландии — 1990
- Обладатель Кубка лиги — 1986
- Обладатель Кубка лиги — 1990

 «Рейкьявик»
- Обладатель Кубка Исландии — 1994